# William Guarnere
William J. „Wild Bill” Guarnere (ur. 28 kwietnia 1923 w Filadelfii, zm. 8 marca 2014 tamże) – amerykański żołnierz II wojny światowej, sierżant sztabowy (Staff Sergeant) kompanii „E” 2. batalionu 506 Pułku Piechoty Spadochronowej, wchodzącego w skład 101 Dywizji Powietrznodesantowej Armii Stanów Zjednoczonych.
Jego losy zostały przedstawione w miniserialu HBO, Kompania braci, opartego na noszącej taki sam tytuł książce Stephena Ambrose’a.

## Dzieciństwo i wczesna młodość
William Guarnere urodził się w ubogiej, wielodzietnej rodzinie jako najmłodszy z 10. rodzeństwa. Matka w trosce o przyszłość syna zachęciła Billa do przystąpienia do CMTC (Citizens' Military Training Camps), rządowego programu szkolenia wojskowego, po zakończeniu którego mógł zostać oficerem US Army. Jednakże wskutek wybuchu II wojny światowej program został przerwany.
Po japońskim ataku na Pearl Harbor Bill przerwał naukę w szkole średniej i podjął pracę w Baldwin Locomotive Works, zakładach produkujących czołgi dla rosnących potrzeb amerykańskiego wojska. Jednocześnie wieczorowo kontynuował naukę i w czerwcu 1941 ukończył liceum (jako jedyny z rodzeństwa). Rok później wstąpił w szeregi nowo tworzonych wówczas wojsk powietrznodesantowych. Szkolenie odbył w Camp Toccoa w Georgii jako żołnierz Kompanii E 2. batalionu 506 Pułku Piechoty Spadochronowej.

## Operacja Overlord
Pierwszy skok bojowy odbył w D-Day (6 czerwca 1944) w czasie alianckiej inwazji na Francję. Tuż przedtem dowiedział się, że jego starszy brat, Henry, zginął w bitwie o Monte Cassino. Po lądowaniu w Normandii, chcąc pomścić brata, Bill parł do ataku, zabijając wielu wrogów. Fakt ten oraz nienawistny stosunek do Niemców sprawiły, że zyskał przydomek „Wild Bill”. Miał również inny – „Gonorrhoea”, powstały ze względu na brzmieniowe podobieństwo do nazwiska.
Za akcję w rejonie Sainte-Marie-du-Mont i szturm na Brécourt Manor Guarnere otrzymał Srebrną Gwiazdę. Później uhonorowano go kolejnymi odznaczeniami: dwiema Brązowymi Gwiazdami i trzema Purpurowymi Sercami.
Podczas bitwy ardeńskiej w Belgii, kiedy pod niemieckim ostrzałem artyleryjskim próbował uratować rannego kolegę, Joe Toye'a, sam został ciężko raniony w prawą nogę. W szpitalu kończynę amputowano i udział Guarnerego w wojnie dobiegł końca.

## Losy powojenne
Po leczeniu w Anglii wrócił do Stanów Zjednoczonych w marcu 1945. Uzyskawszy rentę, odszedł z wojska. Później imał się różnych zajęć, aby z czasem poświęcić się działalności w organizacjach weteranów wojennych. Wspólnie ze swoim przyjacielem z Kompanii E, Edwardem Heffronem oraz przy pomocy dziennikarki, Robyn Post, napisał wspomnienia pt. Brothers In Battle • Best of Friends.